# Cheratoacantoma

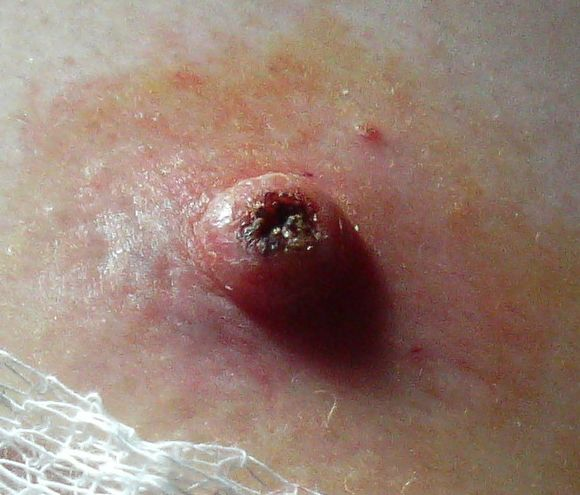
Cheratoacantoma

Per cheratoacantoma in campo medico si intende una forma di neoplasia a carattere benigno, che si manifesta sulla cute, particolarmente di viso e collo (70% dei casi). Può andare incontro a regressione spontanea.

## Tipologia
- Forma solitaria: la più diffusa. Il diametro solitamente rientra fra 1 cm e 5 cm. Le forme più grandi sono rare, ma altamente pericolose.
- Forme multiple: divise a loro volta in più forme. Molto più rara e per lo più di carattere senile (cheratoacantomi multipli eruttivi). Fra le forme particolari si ricorda il cheratoacantoma multiplo familiare di Ferguson-Smith (che colpisce gli infanti e adolescenti). In tutti i casi il diametro è molto più piccolo della forma solitaria (1-3 mm), ma la sua diffusione nel corpo è molto maggiore. La lesione multipla è legata anche a immunodeficienza.

## Epidemiologia
È più frequente nei caucasici, nei maschi ed intorno al terzo decennio di vita.

## Eziologia
La sua diffusione esprime una correlazione con l'esposizione alla luce solare, infatti le parti del corpo più esposte sono proprio quelle dove l'azione dei raggi solari sono più dirette (volto ed arti). Si è registrato anche come fattore aggravante l'esposizione al catrame.
Tra le ipotesi vi è anche la patogenesi virale (HPV), sebbene diversi studi non abbiano ancora confermato questa teoria.

## Morfologia
È una lesione esofitica a forma di cratere con margini rialzati.
La proliferazione dello strato corneo salta lo strato granuloso, ma è ortocheratosica e non supera la membrana basale. Le cellule sono grandi, possono essere presenti perle cornee.
La zona marginale è caratterizzata da epitelio iperplastico, ma senza displasia, né atipie.

## Diagnosi
Il cheratoacantoma va in diagnosi differenziale con il carcinoma spinocellulare. La diagnosi definitiva è quella istologica fatta su biopsia escissionale. Una forma di differenziazione con l'altra neoplasia è la rapida evoluzione della lesione.
Altre diagnosi differenziali sono da compiersi con la cheratosi attinica, da cui si differenzia per la rapida crescita.

## Terapia
Scompare senza intervento ma durante la sua regressione compare una cicatrice atrofica, per questo spesso si sceglie un'escissione chirurgica. Si possono usare creme topiche a base di fluorouracile.